# Oxton (North Yorkshire)
Oxton – osada w Anglii, w North Yorkshire, w dystrykcie (unitary authority) North Yorkshire. W 2001 osada liczyła 20 mieszkańców. Oxton jest wspomniana w Domesday Book (1086) jako Ositone.